# Экономика Челябинской области

## Промышленность
По объёму промышленного производства на Урале Челябинская область уступает только Свердловской. Объём отгруженных товаров собственного производства, выполнено работ и услуг собственными силами по обрабатывающим производствам за 2016 год 272,3 млрд рублей.
В структуре промышленности Челябинской области резко выделяется чёрная металлургия (около половины выпускаемой продукции). Доля чёрной металлургии в 1991 г. составила 37,8 %, а в 2003 г.― . На втором месте стоит машиностроение (до 1/6). Доля машиностроения и металлообработки в 1991 г. составила 30,0 %, а в 2003 г.― . Эти отрасли вместе с цветной металлургией дают почти 50 % всей промышленной продукции.

### Металлургия
Чёрная металлургия, по масштабам которой область не имеет себе равных в стране, представлена одним из крупнейшого металлургического комбината (Магнитогорск) передельными заводами (Златоуст), предприятиями по производству ферросплавов и стальных труб (Челябинск). В цветной металлургии имеется производство меди (Карабаш, Кыштым), цинка (Челябинск). Металлургии сопутствует производство огнеупоров из магнезита (Сатка).
- Магнитогорский металлургический комбинат — крупнейший в России и один из крупнейших в СНГ металлургических комбинатов
- Златоустовский металлургический завод — производит специальные марки стали и сплавов
- Ашинский металлургический завод
- АО «Карабашмедь»
- Кыштымский медеэлектролитный завод
- ООО «Каслинский завод архитектурно-художественного литья»
- «Уральская кузница» г. Чебаркуль
- Челябинский металлургический комбинат — входит в состав ОАО «Мечел»
- Челябинский электрометаллургический комбинат — крупнейший производитель ферросплавов в России (80 % рынка

### Машиностроение
Машиностроение опирается на собственную металлургическую базу, что обусловливает его металлоёмкость, хотя и менее значительную, чем в Свердловской области. Здесь выпускают тракторы (Челябинск), грузовые автомобили (Миасс), трамвайные вагоны (Усть-Катав), технологическое оборудование, ракетно-космическую технику (Златоуст,Миасс), электротехнические изделия.
- Уральский автомобильный завод ОАО «Автомобильный завод „УРАЛ“» (Миасс)
- ОАО «Златоустовский машиностроительный завод» — одно из ведущих предприятий по изготовлению ракетных комплексов стратегического назначения ВМФ РФ
- ООО «Завод Стройтехника» (Златоуст)
- ООО «Златоустовский завод бетоносмесительного оборудования» (Завод ZZBO)
- Челябинский инструментальный завод
- Копейский машиностроительный завод
- Кусинский литейно-машиностроительный завод
- Нязепетровский краностроительный завод
- Троицкий электромеханический завод
- Челябинский автомеханический завод
- Челябинский тракторный завод
- Челябинский кузнечно-прессовый завод
- Челябинский механический завод
- Челябинский завод дорожных машин им. Колющенко
- ОАО «Челябинский машиностроительный завод автомобильных прицепов»
- Челябинский электровозоремонтный завод
- Усть-Катавский вагоностроительный завод — выпускает трамвайные вагоны и другую машиностроительную продукцию

### Электроэнергетика
Энергетическая база области включает добычу бурого угля (Копейск) и несколько мощных тепловых электростанций (Троицкая и Южно-Уральская ГРЭС и др.). Доля электроэнергетики в 1991 г. составила 2,4 %, а в 2003 г. ― 7,1 %.
Планируется строительство Южно-Уральской АЭС.
Часть территории области в 1950-х годах была подвергнута радиоактивному загрязнению в результате аварии на предприятии по переработке отходов «Маяк». Здесь больше всего в России «атомградов», принадлежащих к ядерному топливному циклу: Снежинск (б. Челябинск-70), Озёрск (б. Челябинск-65) и Трёхгорный (б. Златоуст-36).
См. также: Энергетика Челябинской области

### Химическая
- Челябинская угольная компания
- Залив, Южноуральский нефтеперерабатывающий завод, ООО
- Мини НПЗ ст.тп. Буранный Агаповского р-на, Уралпромснаб, ООО
- Челябинский лакокрасочный завод
- Челябинский химико-фармацевтический завод

### Лёгкая
- Челябинская обувная фабрика Юничел
- Челябинская швейная фабрика
- Челябинский завод театрального оборудования
- Магнитогорская обувная фабрика
- Магнитогорская швейная фабрика

### Пищевая
- Челябинская кондитерская фабрика (Южуралкондитер)
- ОАО «Макфа»
- собственное производство готовой продукции ООО «Молл»
- «Союзпищепром»
- ЦПИ «Ариант»
- ОАО «Челябинский хладокомбинат № 1»
- Челябинский городской молочный комбинат («Первый вкус»)
- Магнитогорский молочный комбинат («Первый вкус»)
- Челябинский пивоваренный завод ОАО «Балтика»
- Кондитерская фабрика «Уральские кондитеры"
- Троицкий комбинат хлебопродуктов
- Троицкий консервный комбинат
- ОАО «Хлебпром»
- Фабрика тортов MireL (ОАО «Хлебпром»)
- Челябинский Масложировой Комбинат
- Златоустовский мясокомбинат. ОАО"Синклос"
- Производственная компания «SMART» (Златоуст)
- ООО «Кафе ин кафе Интернешнл» Готовые замороженные блюда (Златоуст)
- Магнитогорский хлебокомбинат «Ситно»
- Продовольственная группа «Русский хлеб» (г. Магнитогорск)

### Радиоэлектроника и измерительная техника
- Группа промышленных компаний «ЭМИС»
- ООО «ЭЛМЕТРО-ИНЖИНИРИНГ»
- Челябинский радиозавод «Полёт»
- ОАО НИИ по измерительной технике
- Челябинский завод «Теплоприбор»
- Промышленная группа «Метран»
- Холдинг «Электромашина»
- ЗАО НПК «ТЕКО»
- Челябинский часовой завод «Молния»
- Челябинский химикомашиностроительный завод «Сигнал»
- ФГУП «Приборостроительный завод» г. Трёхгорный
- ФГУП Завод «Пластмасс»
- ФГУП «Челябинский автоматно-механический завод»

### Атомная промышленность
- ФГУП ПО «Маяк»
- «Российский федеральный ядерный центр — ВНИИ технической физики»
- ФГУП "Челябинский специализированный комбинат радиационной безопасности «Радон»

### Прочее
- ООО «Уральский инжиниринговый центр»
- АО «Уральский институт проектирования промышленных предприятий» (АО «Уралпромпроект»)
- Челябинский электродный завод
- Челябинскгражданстрой
- Челябинск-стройиндустрия
- ОАО Государственный ракетный центр им. ак. В. П. Макеева (ГРЦ)
- Челябинский завод мобильных энергоустановок и конструкций

### Бывшие крупные предприятия
- Станкомаш
- ОАО «Уфалейникель»
- Челябинский завод оргстекла[2][3][4][5]

## Сельское хозяйство
При явном преобладании промышленности область имеет развитое сельское хозяйство, особенно в зоне распространения чернозёмных почв. Наиболее велики посевы пшеницы и других зерновых культур. В 2009 году посевные площади составят 1 миллион 727 тысяч гектаров. Животноводство имеет мясомолочное направление. Имеется тонкорунное овцеводство. Вокруг промышленных узлов развито сельское хозяйство пригородного типа.

## Транспорты
Административный центр Челябинской области, Челябинск, является одним из крупнейших транспортных узлов России: город расположен на перекрёстке автомобильных и железных дорог, связывающих Сибирь с европейской частью России и Урал — с Казахстаном. В Челябинске находится Управление Южно-Уральской железной дороги.
Челябинск — узловая станция на историческом пути Транссиба. Через Челябинск проходят поезда, идущие по четырём направлениям: на север и северо-запад (в Екатеринбург, Нижний Тагил, Нижневартовск, Тюмень, Новый Уренгой, Киров, Санкт-Петербург), на восток (в Новосибирск, Новокузнецк, Красноярск, Иркутск, Тынду, Читу,Томск, Владивосток), на юг (в Астану, Караганду, Ташкент, Оренбург) и на запад (в Уфу, Москву, Самару, Пензу, Ульяновск, Брест, Симферополь, Адлер, Кисловодск, Анапу, Астрахань, Баку, Воронеж, Брест).
Действует аэропорт, который с 1994 года приобрёл статус международного. Оборудованный одной из лучших взлетно-посадочных полос в России (которая позволяет принимать воздушные суда любого типа), аэропорт имеет авиационное сообщение с крупнейшими городами России, странами ближнего и дальнего зарубежья. Аэропорт отправляет и принимает рейсы всех крупнейших авиаперевозчиков России (Аэрофлот, S7 Airlines, SkyExpress, Россия и т. д.), а также ряда иностранных авиаперевозчиков.
С 1992 ведётся строительство Челябинского метрополитена (подготовительные работы начаты в 1980-е, в генеральном плане города метрополитен присутствует с 1967), пуск первой очереди которого запланирован в ориентировочно в 2016—2017 году.

## Природные ресурсы
Имеются крупные месторождения железных руд (Магнитогорское, Бакальское, Златоустовское и другие месторождения), медных и никелевых руд, минерально-строительного (особенно магнезитового и цементного) сырья. Открыто около 400 месторождений различных металлов и неметаллов («нерудное сырье»). За два с половиной века на Бакальских рудниках добыто около 150 млн тонн руды. И сегодня ещё её запасы составляют 1,2 млрд тонн. Преобладают сидеритовые руды (32 % Fe), пока ещё не имеющие большого спроса. В области выявлено 48 месторождений графита. Общие запасы составляют примерно 40 млн тонн. Крупнейшим является Тайгинское, в 12 км к югу от Кыштыма. Добыча и обработка тайгинского графита ведется Кыштымским графито-каолиновым комбинатом. Применяется графит в литейном деле для изготовления тиглей, в производстве электродов. В Челябинской области разведано 25 месторождений талька и талькового камня. Общие запасы составляют более 40 млн тонн. Они размещаются в районе Миасса (Красная Поляна) и Сыростана. На двух эксплуатируемых месторождениях ежегодно добывается 200—220 тыс. тонн. Выработка талькового порошка производится на Миасском тальковом заводе.

### Топливо
Имеются запасы бурого угля (Челябинский бассейн) которые неширокой полосой простирается с севера (от озера Тишки) на юг (до реки Уй) на 170 км при максимальной ширине 14 км. Бассейн условно разделен на 7 угленосных районов: Сугоякский, Козыревский, Копейский, Камышинский, Коркинский, Еманжелин-ский и Кичигинский. В бассейне выявлено до 30 угленосных пластов. Мощность их колеблется от 0,75 до 13 м. Общие запасы угля в бассейне более 1,6 млрд тонн. Содержание углерода в них составляет в среднем 72,5 %, золы — 27—28 %. Теплотворность колеблется от 4000 до 6000 ккал/кг. Уголь способен к самовозгоранию. Уголь здесь был открыт в 1831 году И. И. Редикорцевым. (В городе Копейске ему воздвигнут памятник). Добыча была начата только в 1907 году. Добывался уголь примитивными способами и в незначительных размерах. Например, в 1913 году было добыто всего 132 тыс. тонн угля. В настоящее время разработку углей ведет комбинат «Челябинскуголь». Добыча высоко механизирована. На Коркинском месторождении уголь добывается в открытых карьерах с помощью экскаваторов. Размеры добычи за советские годы возросли в сотни раз. В 1970 году в Челябинском бассейне было добыто 20,8 млн тонн угля. Потребляется уголь главным образом тепловыми электростанциями области. Каменные угли выявлены в Полтаво-Брединском месторождении. Запасы их незначительны, составляют всего около 4 млн тонн. Добыча угля не ведется. В ряде болот Челябинской области накопились богатые отложения торфа. Общие его запасы оцениваются в 850 млн тонн. Однако в промышленных масштабах торф не разрабатывается.

## Инновационные технологические компании
С 2018 года IT-Park74 является региональным оператором фонда Сколково благодаря чему южноуральские резиденты получают доступ к сервисам фонда, из-за чего в регионе активней стало развиваться технологическое предпринимательство. В 2019 году резидентам регионального оператора фонда Сколково стали 17 компаний, их общая выручка составила 406 081 тыс. руб. они привлекли инвестиций в область 10 330 тыс. руб. создав 254 рабочих мест.

### Энерготех
- ПСО-ПРОДЖЕКТ
- КОУЗИ
- ЭЛМЕТЕК
- Уральский завод полимерных технологий "Маяк"
- Инжиниринговая компания "Велес"
- Научно-технологический центр "Трубметпром"
- Центр исследований и разработок "НПП"
- Дум
- ЗМР ТЕХНОЛОГИЯ
- Техножар СК
- Инсмартавтоматика

### ИТ
- ТРИДИВИ
- СОНДА ПРО
- РЕНДЕР-ФЕРМА
- СТЕНДАП ИННОВАЦИИ
- ПРОГРАМЛАБ
- Mediastamp (Everypixel Group)
- Napoleon IT
- Genplace

### Промтех
- РИВАРО
- Cursir

Биомед
- Narayama
- НЕЙРОТЕХНОЛОДЖИ (Sacrus и Cordus) в 2020 году признана лучшим экспортёром года в Челябинской области[11]
- НС ТЕХНОЛОГИЯ